# Felon
Felon es una comuna francesa situada en el departamento del Territorio de Belfort, de la región de Borgoña-Franco Condado.
Los habitantes se llaman Felonais.

## Geografía
Está ubicada en la vertiente sur de los Vosgos, a 15 km al noreste de Belfort y cerca de Alsacia.

## Demografía
| 99 | 117 | 131 | 155 | 204 | 218 | 248 | 246 |
| Para los censos de 1962 a 1999 la población legal corresponde a la población sin duplicidades (Fuente: INSEE [Consultar]) |     |     |     |     |     |     |     |